# Скапішкіс
Скапішкіс (лит. Skapiškis) — місто у Купішкіськом районі Паневезького повіту Литви. Адміністративний центр однойменного староства.

## Географія
У Скапішкісі є залізнична станція, на лінії Паневежис — Даугавпілс. На захід від міста розташовані озера: Скапішкіське (за 1 км) та Мітува (за 2 км).

## Інфраструктура
У місті є середня школа, бібліотека, пошта, Костел святого Ґіоцинта (1819).

## Населення
Станом на 2011 рік, населення міста становить 403 особи. 
| Динаміка населення з 1868 по 2011 |      |          |      |      |          |          |
| 1868                              | 1900 | 1970пер. | 1982 | 1987 | 2001пер. | 2011пер. |
| 422                               | 1190 | 425      | 370  | 500  | 496      | 403      |
| Гістограма динаміки населення     |      |          |      |      |          |          |

## Світлини

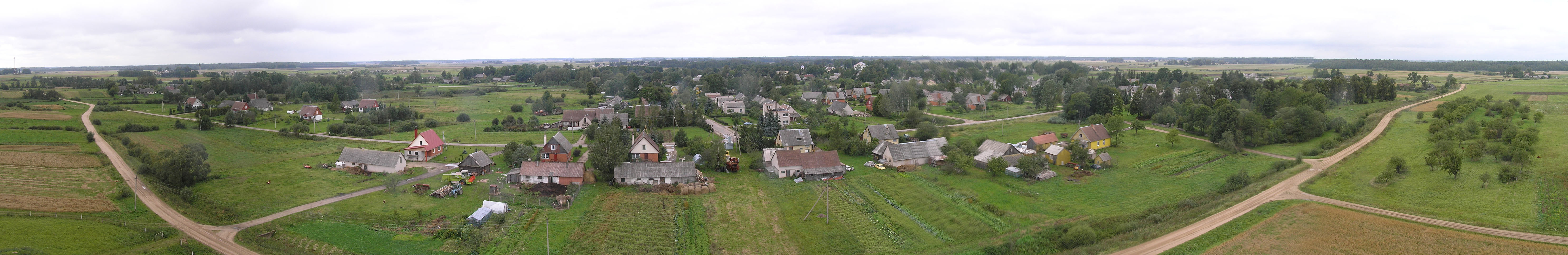

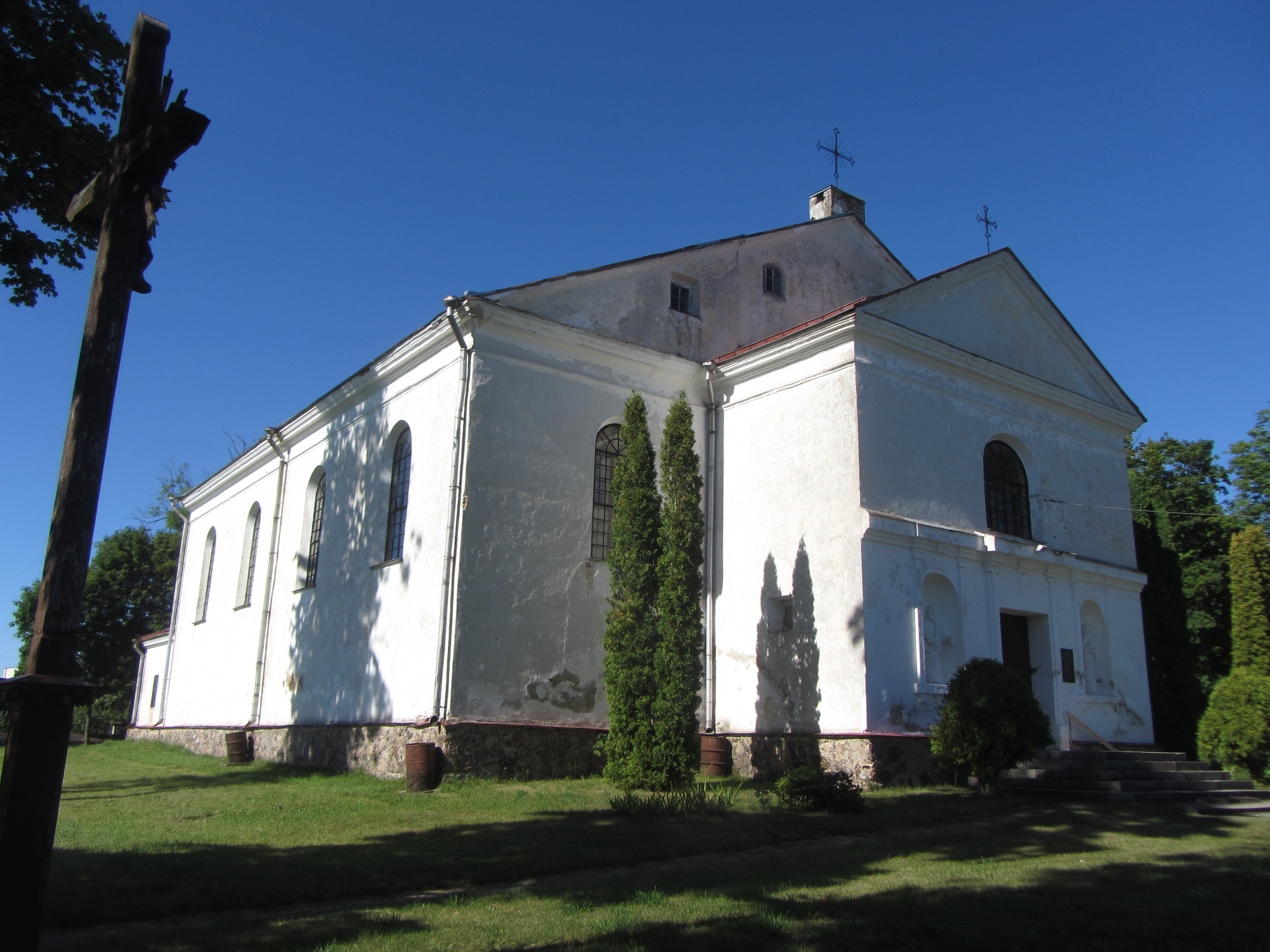
Костел
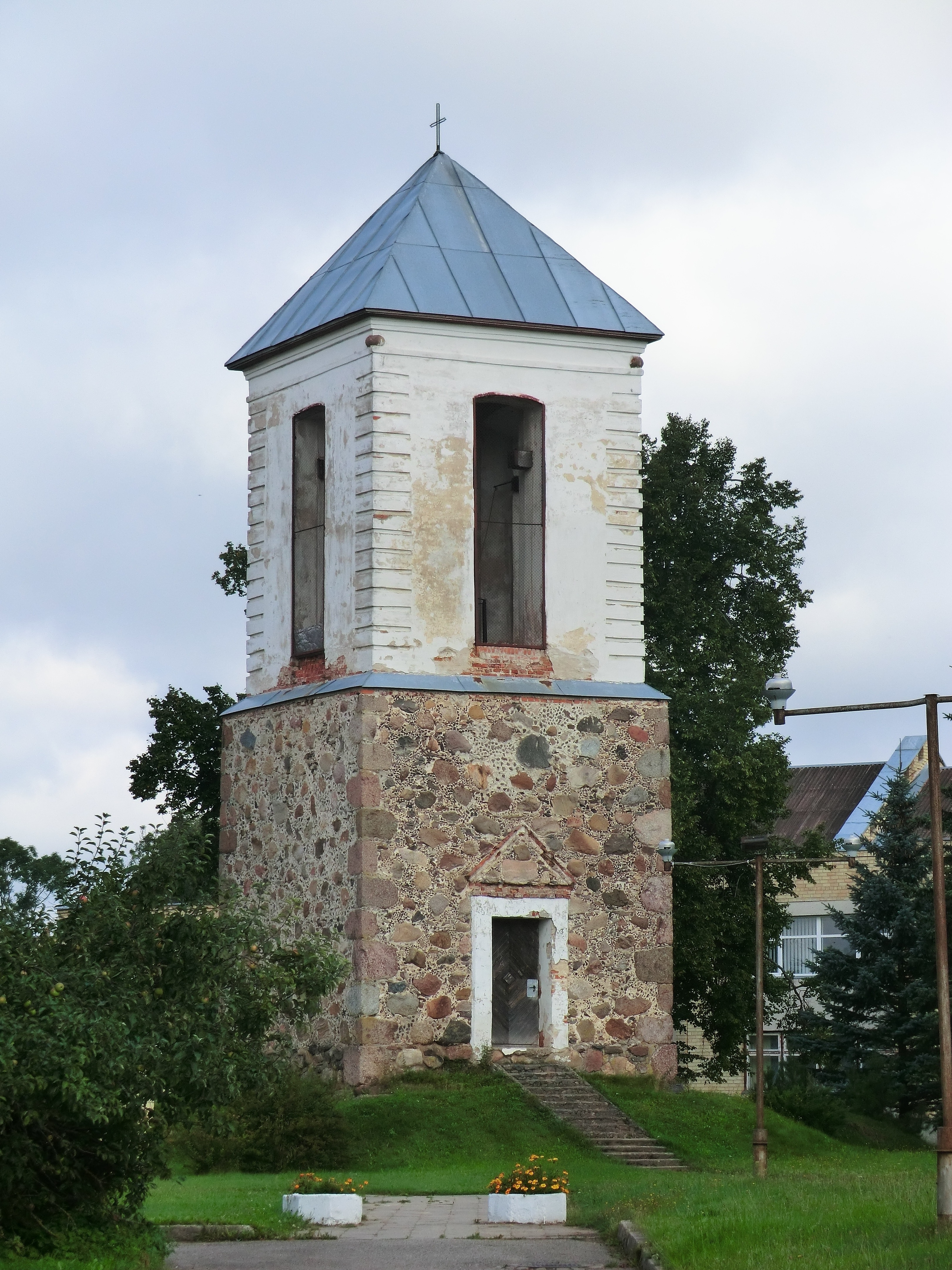
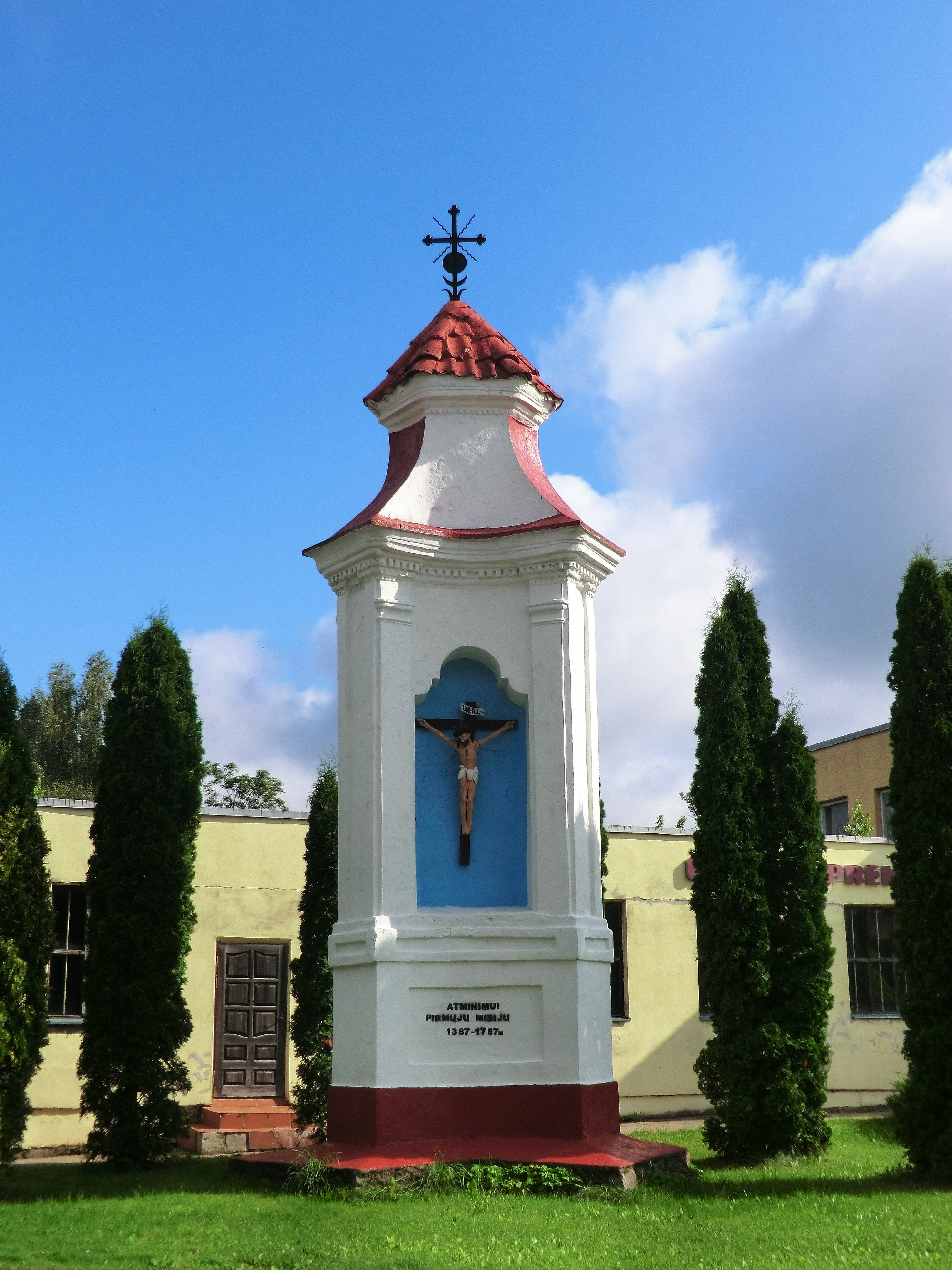
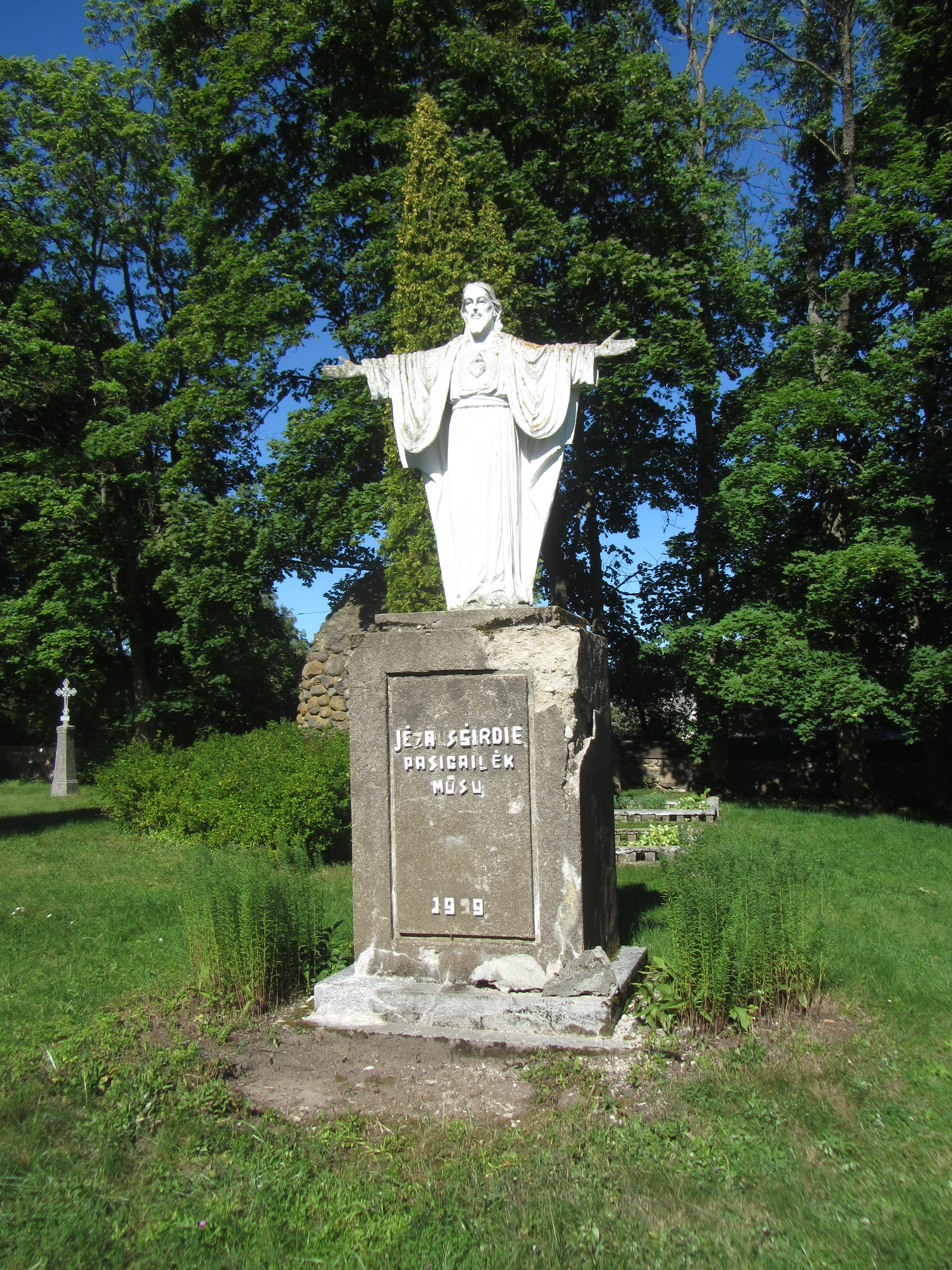
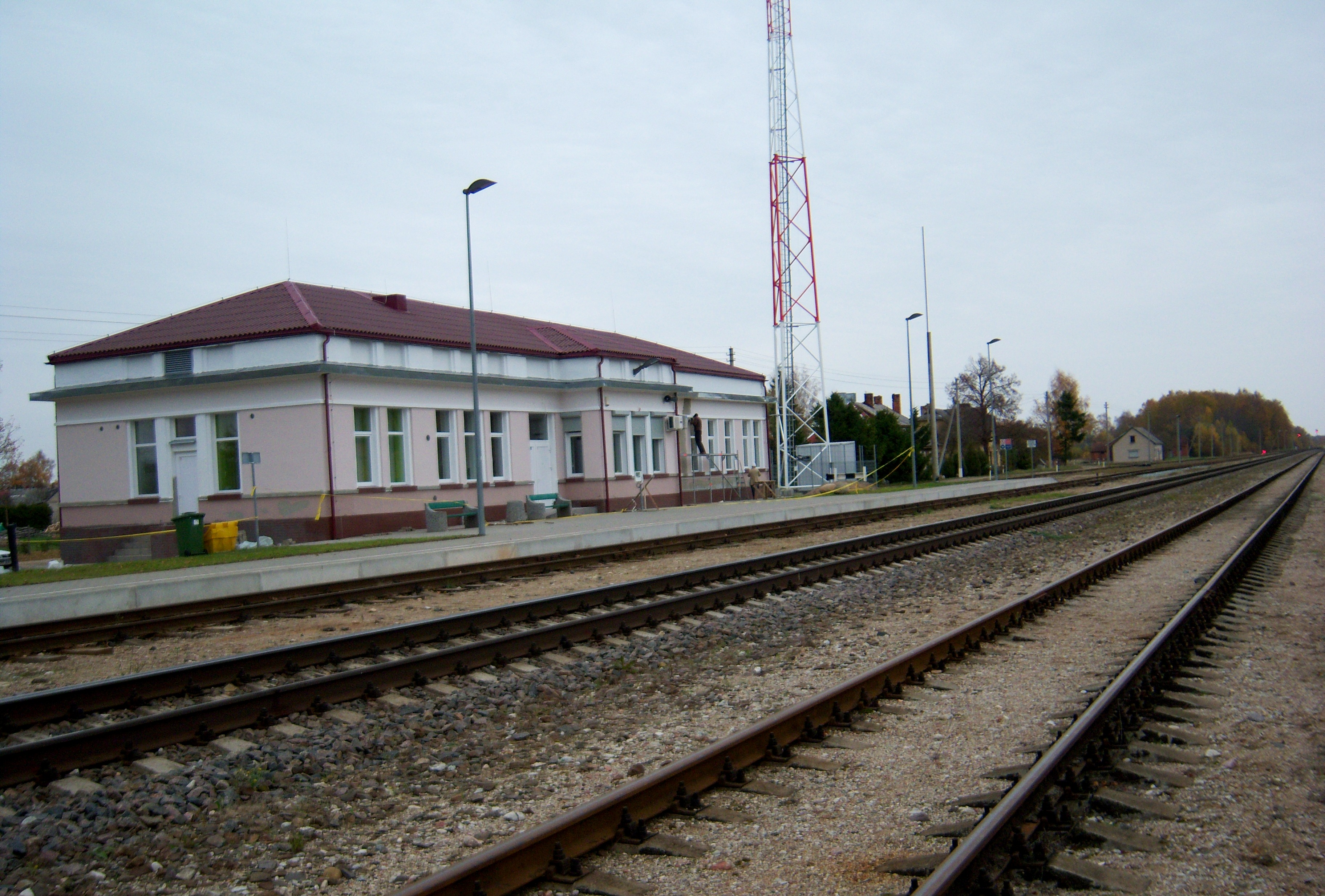
Залізничний двірець
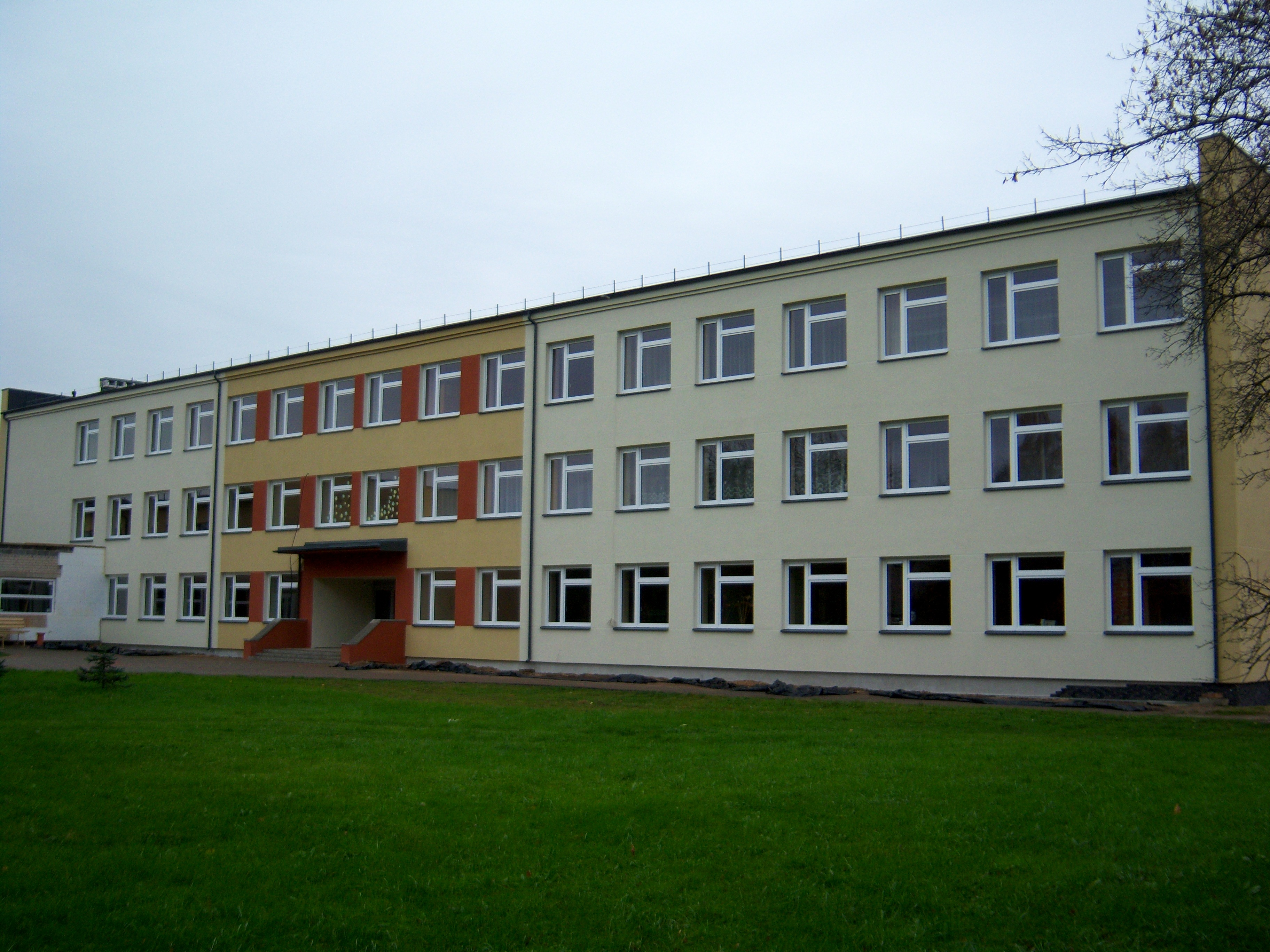
Школа